# Leonhard Hoffmann
Leonhard Hoffmann (* 8. August 1845 in Nesselbach, einem Stadtteil von Langenburg; † 30. Mai 1921 in Stuttgart) war ein deutscher Tierarzt und Politiker (Deutsche Volkspartei).

## Leben
Leonhard Hoffmann kam am 8. August 1845 in Nesselbach als Sohn des Gutsbesitzers Leonhard Hoffmann senior und dessen Ehefrau Rosine, geborene Breitschwerdt, zur Welt. Hoffmann betätigte sich zuerst von 1860 bis 1868 als Landwirt, bevor er bis 1871 eine Ausbildung zum Tierarzt an der Tierarzneischule, der späteren Tierärztlichen Hochschule, in Stuttgart absolvierte. Zusätzlich besuchte er ab 1871 die tierärztlichen Schulen in München, Dresden, Hannover und Berlin.
In der Folge war Hoffmann ab 1873 in Württemberg als Oberamtstierarzt, anschließend von 1878 bis 1886 als Oberrossarzt im Feldartillerie-Regiment 29 eingesetzt. Danach folgte er einem Ruf an die Tierarzneischule Stuttgart, an der er zunächst alle klinischen Fächer vertrat. Zuletzt war er von 1900 bis 1912, seit der Teilung der Kliniken bis zur Auflösung der Tierärztlichen Hochschule Stuttgart, mit der Leitung der Chirurgischen Pferdeklinik betraut. Hoffmann war Mitglied der Stuttgarter Freimaurerloge Wilhelm zur aufgehenden Sonne.
Daneben war Leonhard Hoffmann auch politisch aktiv. In den Jahren 1898 bis 1903 vertrat er für die Volkspartei im Reichstag den Wahlkreis Württemberg 11 (Hall, Backnang, Öhringen, Weinsberg).
Leonhard Hoffmann, Vater von drei Töchtern und zwei Söhnen, heiratete im Jahr 1881 in Ludwigsburg Ottilie, die Tochter des Kaufmanns Rudolf Behr. Er verstarb am 30. Mai 1921 im 76. Lebensjahr in Stuttgart.

## Wirken
Als vielseitiger Autor zu Themen der Veterinärmedizin veröffentlichte er zu Beginn die Werke Thier-Psychologie 1881, sowie Die Entwicklung des Militär-Veterinärwesens in Württemberg, 1883. Später schrieb er zahlreiche Beiträge und ausführliche Darstellungen zur Chirurgie. Das letzte seiner Werke war die Monographie Die Bekämpfung und Ausrottung der Maul- und Klauenseuche, 1921. Sein Atlas der tierärztlichen Operationslehre, erschienen 1908, stellt einen bleibenden historischen Wert dar.

## Weitere Werke (Auswahl)
- Das Rudel Axishirsche im Königlichen Favoritepark bei Ludwigsburg. Wittwer, Stuttgart [1883] (Digitalisat).
- Tierärztliche Chirurgie. 2 Bände, 1892
- Das Buch vom gesunden und kranken Hunde. Lehr- und Handbuch für das Ganze der wissenschaftlichen und praktischen Kynologie. 1901
- Heilung der Kranken und Vertilgung der Maul- und Klauenseuche nach meinem System. 1914
- Taschenbuch der tierärztlichen Hausmittel mit besonderer Berücksichtigung der Heilpflanzen nebst einer Abhandlung über: Giftpflanzen, Futterschädlichkeiten und Vergiftungen. 1919
- Zahlreiche Veröffentlichungen in tierärztlichen Zeitschriften, vor allem in der Berliner Tierärztlichen Wochenschrift. ab 1895